# Lutas nos Jogos Olímpicos de Verão de 2024 - Livre até 125 kg masculino
A categoria livre até 125 kg masculino das lutas nos Jogos Olímpicos de Verão de 2024 foi realizada no Grand Palais Éphémère em Paris, França, em 9 e 10 de agosto de 2024. Um total de 16 lutadores, cada um representando um Comitê Olímpico Nacional (CON), participaram do evento.

## Qualificação
Dezesseis vagas de cota estavam disponíveis, com cada CON restrito a no máximo uma vaga. Foram atribuídas cinco vagas no Campeonato Mundial de Luta de 2023, entre 16 e 24 de setembro em Belgrado, na Sérvia. Os finalistas de cada categoria nos quatro torneios de qualificação continentais (Ásia, Europa, Américas e o combinado África e Oceania) também receberam vagas de cota. O restante das vagas foi alocado no Torneio de Qualificação Olímpica de 2024, oferecendo um mínimo de três cotas.

## Calendário
Horário local (UTC+2)
| Data                 | Horário | Fase                |
| -------------------- | ------- | ------------------- |
| 9 de agosto de 2024  | 11:30   | Fases eliminatórias |
| 9 de agosto de 2024  | 18:15   | Semifinais          |
| 10 de agosto de 2024 | 11:00   | Repescagem          |
| 10 de agosto de 2024 | 19:30   | Finais              |

## Medalhistas
| Ouro   | GEO Geno Petriashvili                     |
| Prata  | IRI Amir Hossein Zare                     |
| Bronze | TUR Taha Akgül AZE Giorgi Meshvildishvili |

## Resultados
A competição foi realizada em dois dias até a definição dos medalhistas:
Legenda
- F — Vitória por queda.

### Chave principal
|  | Oitavas de final             | Oitavas de final             | Oitavas de final |  |  | Quartas de final             | Quartas de final             | Quartas de final      |    |                            | Semifinais                 | Semifinais            | Semifinais |  |  | Final | Final | Final |
|  |                              |                              |                  |  |  |                              |                              |                       |    |                            |                            |                       |            |  |  |       |       |       |
|  | IRI Amir Hossein Zare        | IRI Amir Hossein Zare        | 5                |  |  |                              |                              |                       |    |                            |                            |                       |            |  |  |       |       |       |
|  | KGZ Aiaal Lazarev            | KGZ Aiaal Lazarev            | 0                |  |  | IRI Amir Hossein Zare        | IRI Amir Hossein Zare        | 10                    |    |                            |                            |                       |            |  |  |       |       |       |
|  | CAN Amar Dhesi               | CAN Amar Dhesi               | 2                |  |  | CAN Amar Dhesi               | CAN Amar Dhesi               | 0                     |    |                            |                            |                       |            |  |  |       |       |       |
|  | CHN Deng Zhiwei              | CHN Deng Zhiwei              | 1                |  |  |                              |                              |                       |    | IRI Amir Hossein Zare      | IRI Amir Hossein Zare      | 2                     |            |  |  |       |       |       |
|  | HUN Dániel Ligeti            | HUN Dániel Ligeti            | 11               |  |  |                              | TUR Taha Akgül               | TUR Taha Akgül        | 1  |                            |                            |                       |            |  |  |       |       |       |
|  | NGR Ashton Mutuwa            | NGR Ashton Mutuwa            | 0                |  |  | HUN Dániel Ligeti            | HUN Dániel Ligeti            | 0                     |    |                            |                            |                       |            |  |  |       |       |       |
|  | PUR Jonovan Smith            | PUR Jonovan Smith            | 0                |  |  | TUR Taha Akgül               | TUR Taha Akgül               | 8                     |    |                            |                            |                       |            |  |  |       |       |       |
|  | TUR Taha Akgül               | TUR Taha Akgül               | 10               |  |  |                              |                              |                       |    |                            | IRI Amir Hossein Zare      | IRI Amir Hossein Zare | 9          |  |  |       |       |       |
|  | USA Mason Parris             | USA Mason Parris             | 5                |  |  |                              | GEO Geno Petriashvili        | GEO Geno Petriashvili | 10 |                            |                            |                       |            |  |  |       |       |       |
|  | MGL Mönkhtöriin Lkhagvagerel | MGL Mönkhtöriin Lkhagvagerel | 10               |  |  | MGL Mönkhtöriin Lkhagvagerel | MGL Mönkhtöriin Lkhagvagerel | 2                     |    |                            |                            |                       |            |  |  |       |       |       |
|  | EGY Diaaeldin Kamal          | EGY Diaaeldin Kamal          | 0                |  |  | AZE Giorgi Meshvildishvili   | AZE Giorgi Meshvildishvili   | 12                    |    |                            |                            |                       |            |  |  |       |       |       |
|  | AZE Giorgi Meshvildishvili   | AZE Giorgi Meshvildishvili   | 4                |  |  |                              |                              |                       |    | AZE Giorgi Meshvildishvili | AZE Giorgi Meshvildishvili | 0                     |            |  |  |       |       |       |
|  | POL Robert Baran             | POL Robert Baran             | 4                |  |  |                              | GEO Geno Petriashvili        | GEO Geno Petriashvili | 7  |                            |                            |                       |            |  |  |       |       |       |
|  | KAZ Yusup Batirmurzaev       | KAZ Yusup Batirmurzaev       | 1                |  |  | POL Robert Baran             | POL Robert Baran             | 2                     |    |                            |                            |                       |            |  |  |       |       |       |
|  | UKR Oleksandr Khotsianivskyi | UKR Oleksandr Khotsianivskyi | 0                |  |  | GEO Geno Petriashvili        | GEO Geno Petriashvili        | 9                     |    |                            |                            |                       |            |  |  |       |       |       |
|  | GEO Geno Petriashvili        | GEO Geno Petriashvili        | 11               |  |  |                              |                              |                       |    |                            |                            |                       |            |  |  |       |       |       |

### Repescagem
|  | Repescagem                   | Repescagem                   | Repescagem |  | Disputa pelo bronze        | Disputa pelo bronze        | Disputa pelo bronze |  |  |  |  |
|  |                              |                              |            |  |                            |                            |                     |  |  |  |  |
|  | KGZ Aiaal Lazarev            | KGZ Aiaal Lazarev            | 5F         |  | KGZ Aiaal Lazarev          | KGZ Aiaal Lazarev          | 0                   |  |  |  |  |
|  | CAN Amar Dhesi               | CAN Amar Dhesi               | 0          |  | TUR Taha Akgül             | TUR Taha Akgül             | 7                   |  |  |  |  |
|  |                              |                              |            |  |                            |                            |                     |  |  |  |  |
|  | UKR Oleksandr Khotsianivskyi | UKR Oleksandr Khotsianivskyi | 0          |  | POL Robert Baran           | POL Robert Baran           | 3                   |  |  |  |  |
|  | POL Robert Baran             | POL Robert Baran             | 3          |  | AZE Giorgi Meshvildishvili | AZE Giorgi Meshvildishvili | 9                   |  |  |  |  |